# Evodiella
Evodiella es un género con dos especies de plantas  perteneciente a la familia Rutaceae.

## Especies
- Evodiella muelleri
- Evodiella velutina